# Haywardina pseudinornata
Haywardina pseudinornata är en fjärilsart som beskrevs av Forster 1964. Haywardina pseudinornata ingår i släktet Haywardina och familjen praktfjärilar. Inga underarter finns listade i Catalogue of Life.